# Succinea piratarum
Succinea piratarum é uma espécie de gastrópode  da família Succineidae.
É endémica de Guam.